# Бронзовая сумчатая куница
Бронзовая сумчатая куница (лат. Dasyurus spartacus) — вид из рода пятнистых сумчатых куниц семейства хищные сумчатые. Эндемик Новой Гвинеи.

## Распространение
Бронзовая сумчатая куница — единственное млекопитающие на острове Новая Гвинея (Индонезия и Папуа — Новая Гвинея), ареал которого ограничен экорегионом реки Флай в южной части острова и не распространяется на северную часть континентальной Австралии. Предполагается, что вид обитает на высоте до 200 м над уровнем моря, однако обнаруженные экземпляры были найдены на высоте до 60 м.
Естественная среда обитания — саванное редколесье. В сезон дождей ареал вида сильно сокращается ввиду разлива реки Флай.

## Внешний вид
Длина тела с головой колеблется от 350 до 450 мм, хвоста — от 240 до 285 мм. Волосяной покров мягкий. Окрас золотисто-коричневый. Спина тёмно-шоколадного цвета с вкраплениями оранжевого. На спине небольшие белые пятна неправильной формы. Брюхо кремового цвета. Лапы тёмно-золотисто-бронзовые. Хвост желтовато-коричневый или чёрный без каких-либо пятен. Короче примерно на 20 %, чем длина тела с головой. Морда заострённая. Уши небольшие, округлые. В отличие от крапчатой сумчатой куницы имеет первый палец на задней конечности, а также зернистые подошвенные подушечки.

## Образ жизни
Ведут наземный образ жизни, хотя с лёгкостью могут лазить по деревьям. Живут в норах. Активность приходится на ночь, день проводится в норах. Рацион разнообразен, включает в себя насекомых, мелких позвоночных, растения.

## Размножение
Выводковая сумка развивается только в период размножения, открывается назад. Период размножения длится с мая по июль. Пик приходится на июнь. Беременность короткая, длится в среднем 21 день. В год на свет появляется от 4 до 6 детёнышей. Молодняк отлучается от груди примерно через 7 недель. Половая зрелость наступает примерно через год.